# Большой бегинаж (Лёвен)
Большой бегинаж (нидерл. Groot Begijnhof Leuven) — бегинаж в бельгийском городе Лёвен. Крупнейший из всех бегинажей по площади и образцовый по сохранности. В 1998 году включён в список Всемирного наследия ЮНЕСКО.

## География
Большой бегинаж в Лёвене располагается по берегам реки Диль, которая разделяется на его территории на два протока, образовывая остров. Разные части бегинажа соединяют три моста. Площадь, занимаемая бегинажем, составляет почти 3 гектара.
Бегинаж представляет собой историческую застройку южнее городского центра и состоит из нескольких улиц, на которых расположено почти 100 домов. Они предназначались для проживания 300 бегинок.

## История
История бегинажа восходит к началу XIII века. Старейшее письменное упоминание о нём относится к 1232 году, латинская надпись на церкви отмечает 1234 год как год основания. Община, как предполагается, появилась на два десятилетия раньше. Местные историки XVI века, включая Юста Липсия, указывают в качестве года образования 1205.
Как и другие бегинажи на территории современной Фландрии, лёвенский бегинаж пережил первый период расцвета в XIII веке. Во период религиозных конфликтов XVI века для бегинажа настали трудные времена.
Одним из священников бегинажа был Адриан Флоренсзон Буйенс, духовный воспитатель будущего императора Карла V, а позднее — Папа римский Адриан VI.
С конца XVI века, особенно после заключения в 1621 году Двенадцатилетнего перемирия, бегинаж переживал второй период расцвета, пик которого пришёлся на последнюю четверть XVII века. Затем начался постепенный упадок, продолжавшийся до вторжения антирелигиозных французских революционеров. Число бегинок, проживавших здесь, достигло 360 в 1650-1670 годах. Около 1700 года их число вновь вернулось к 300 из-за последствий военных действий, включая Войну Аугсбургской лиги, и болезней. К середине XVIII века продолжилось дальнейшее уменьшение числа бегинок, снизившегося примерно до 250. Резкое увеличение общины и последующий долгий период угасания объясняет единообразие архитектурного стиля бегинажа, большая часть которых была построена с 1630 по 1670 годы. Сходная демографическая ситуация наблюдается и в других бегинажах, как, например, в соседнем Дисте или, с некоторым отставанием, в Лире, где наиболее интенсивная застройка велась на полвека позднее, чем в Лёвене.
Захватившие Фландрию французские революционеры не стали продавать лёвенский бегинаж, как это случилось с другими монастырями и аббатствами, но собственность общины была конфискована и передана гражданской комиссии с целью преобразования в богадельню. Бегинкам позволили остаться в их жилищах, но свободные комнаты передали в аренду престарелым и бедным людям. Достаточное число прежних священников нашли здесь приют, включая последнего приора Вилерского аббатства.
Последний священник бегинажа умер в 1977 году в возрасте 107 лет. Он похоронен в Парковом аббатстве. Последняя бегинка умерла в 1988 году.
В настоящее время бегинаж принадлежит Лёвенскому католическому университету и используется в качестве кампуса, где размещаются студенты и приглашённые гости университета.

## Реставрация
После более чем 150 лет использования в качестве богадельни и места проживания людей, неспособных оплачивать ремонт собственных домов, бегинаж к 1960 году пришёл в крайне ветхое состояние. Комиссия по благотворительности, владевшая зданиями, решила продать квартал целиком. Сначала территорией заинтересовались застройщики, но когда интерес к бегинажу проявил университет, решивший восстановить квартал, они уступили. Реставрация проводилась в два этапа: большая часть улиц была восстановлена в 1960-х и 1970-х годах под руководством профессора Р. Лемэра. Церковь и прилегающие к ней улицы вернули былой облик в 1980-х. Крупномасштабная реставрация всего квартала в соответствии с принципами Венецианской хартии стала важным фактором популяризации бегинажа и исторической архитектуры в целом.

## Архитектура
Большой бегинаж в Лёвене похож на отдельный маленький город, дома которого расположены вдоль узких улочек и небольших площадей. Этим он отличается от бегинажей в Брюгге и Амстердаме, где все дома располагаются вокруг центрального двора. Большое зелёное пространство имеется только на левом берегу реки, но оно появилось после сноса нескольких домов в XIX веке. Пять домов относятся к XVI веку, три из них построены по каркасной технологии.  Шьеврский дом построен в 1561 году по завещанию Марии ван Хамал, вдовы Гийома де Круи, герцога Арсхота и политического советника императора Карла V.  Характерный шатёр с завершением в форме луковицы напоминают две башни  герцогского замка в Хеверле (в настоящее время известного как Аренберг).
Основная масса домов построена в период с 1630 по 1670 годы. Их архитектура привычна для местных зданий. Имеется некоторое количество барочных элементов. Фасады выполнены из красного кирпича с окантовкой песочного цвета у дверных и оконных проёмов. Типичным элементом для лёвенского бегинажа являются люкарны, ступенчатые фронтоны и окна c аркой.
У многих домов на первых этажах мало окон, и они имеют крошечный размер. Так бегинки заботились о собственном уединении. Большие окна первого этажа обычно закрывались дополнительной стеной, что характерно и для других бегинажей.
В XIX веке небольшое число домов было перестроено или выстроено впервые. В сравнении с другими бегинажами, например, в Лире, их число невелико.
Главный храм выстроен в раннем готическом стиле с элементами романской архитектуры и является типичной базиликой. Здание не имеет башни, что характерно для нищенствующих орденов или женских общин, имеется только шпиль. С 1998 года на шпиле установлен карильон, каждые полчаса играющий мелодию, связанную с бегинками. Над северным входом в церковь имеется две надписи на латыни: год основания бегинажа (1234 - anno domini MCCXXXIIII curia incepit) и церкви (1305). В восточной стене церкви имеется исключительно высокое окно XIV века, через верхнюю часть которого освещается аттик, сооружённый над сводом в XVII веке. Внутри храм имеет ширину 27 м, что делает его самым широким в городе. Он состоит из главного нефа и двух боковых по 10 травей. Окна дают достаточно света, чтобы полностью осветить внутреннее пространство. Аркады, отделяющие главный неф от боковых, украшены статуями двенадцати апостолов, Девы Марии, святого Иосифа  и младенца Христа. Статуи, как и большинство других художественных украшений, выполнены в стиле сдержанного барокко. Им придан акцент с помощью искусственных теней, нанесённых краской на стену позади статуй. Во время реставрации 1980-х годов также были обнаружены фрески XIV века.

## «Во дворе» и Аборг
Названия двух кварталов бегинажа, Тен-Хове (Во дворе) и Аборг (Старый замок), по-видимому, относятся к раннему поселению, существовавшему на этом месте. Предположительно, это был двор первого лорда Лёвена. Здесь же должно находиться и поле, где произошла битва при Лёвене. В 891 году император Арнульф Каринтийский остановил здесь вторжение норманнов. Существенных доказательств этой гипотезе в бегинаже не найдено, что даёт право некоторым авторам сомневаться, что битва произошла на месте будущего бегинажа.